# سیارک ۱۸۱۷۰
سیارک ۱۸۱۷۰ (به انگلیسی: 18170 Ramjeawan، نامگذاری:2000QW2) هجده هزار و صد و هفتادمین سیارک کشف شده‌است که در ۲۴ اوت ۲۰۰۰ کشف شد.
قدر مطلق سیارک برابر ۱۵.۵ است.